# Haulchin
Haulchin és un municipi francès, situat a la regió dels Alts de França, al departament del Nord. L'any 2006 tenia 2.377 habitants. Limita al nord amb Wavrechain-sous-Denain, al nord-est amb Rouvignies, a l'est amb Prouvy, al sud-est amb Thiant, al sud-oest amb Douchy-les-Mines, i al nord-oest amb Denain.

## Demografia
| 1962                                       | 1968  | 1975  | 1982  | 1990  | 1999  | 2006  |
| ------------------------------------------ | ----- | ----- | ----- | ----- | ----- | ----- |
| 2.070                                      | 2.732 | 2.945 | 2.746 | 2.651 | 2.566 | 2.377 |
| Des de 1962: població sense dobles comptes |       |       |       |       |       |       |

## Administració
| Període   | Identitat             | Partit |
| --------- | --------------------- | ------ |
| 1999-2001 | Corinne Donnaint      | PCF    |
| 2001-2008 | Bernard Caron         |        |
| 2008-     | Marie-Claire Bailleux |        |